# Liste von Bergen und Erhebungen in der Republik Kongo
Dies ist eine Liste von Bergen und Erhebungen in der Republik Kongo:
| Höhe   | Name             | Region   | Koordinate          | Bemerkung |
| ------ | ---------------- | -------- | ------------------- | --------- |
| 1020 m | Mont Nabebe      | Sangha   | 1° 51′ N, 13° 59′ O |           |
| 808 m  | Bouloukombo      | Niari    | 4° 53′ S, 13° 24′ O |           |
| 800 m  | Mont Obima       | Lékoumou | 3° 10′ S, 13° 21′ O |           |
| 784 m  | Monts Kinoumbou  | Bouenza  | 4° 16′ S, 13° 30′ O |           |
| 765 m  | Monts de Pangala | Bouenza  | 4° 22′ S, 13° 35′ O |           |
| 764 m  | Monts Kanga      | Bouenza  | 4° 23′ S, 13° 37′ O |           |
| 762 m  | Nioundou         | Niari    | 4° 47′ S, 13° 23′ O |           |
| 752 m  | Bombo            | Niari    | 4° 47′ S, 13° 33′ O |           |
| 747 m  | Pic Kiama        | Niari    | 4° 55′ S, 13° 26′ O |           |
| 736 m  | Tembo            | Niari    | 4° 40′ S, 13° 17′ O |           |
| 727 m  | Montagnes Tobo   | Pool     | 3° 42′ S, 15° 7′ O  |           |